# کاخ برلین
کاخ برلین (به آلمانی: Berliner Stadtschloss یا Berliner Schloss یا به گونه ساده‌شده Stadtschloss) یک کاخ سلطنتی و کاخ امپراتوری در مرکز شهر برلین، پایتخت تاریخی پروس و در پی آن امپراتوری آلمان بود. این کاخ که در جزیره موزه جای گرفته بود، اقامتگاه زمستانی پادشاهان پروس و امپراتوران آلمان بود.

## پیشینه

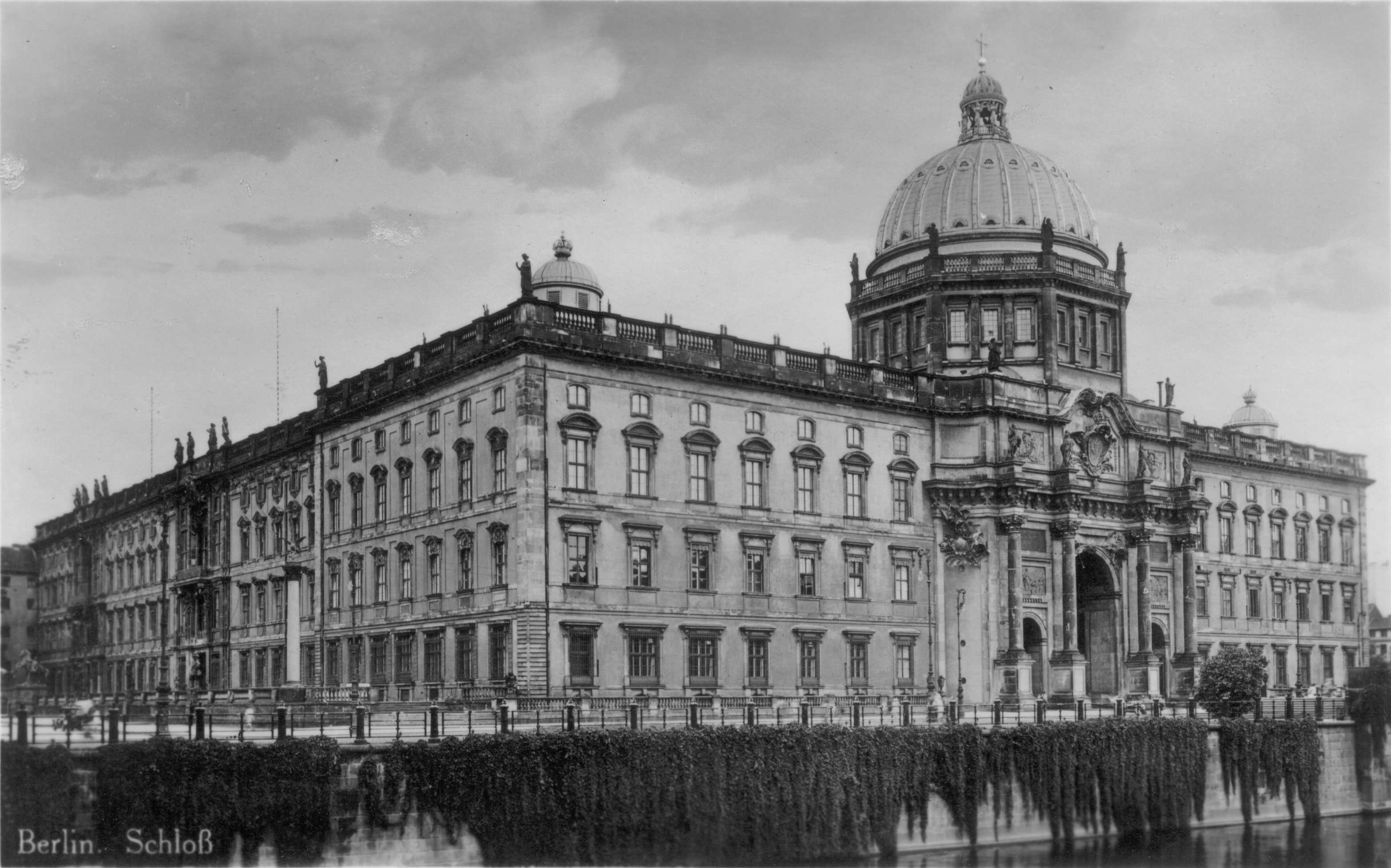
کاخ برلین در دهه ۱۹۲۰

کار ساخت کاخ برای نخستین بار در سده پانزدهم میلادی آغاز شد و در سراسر سده‌های پس از آن دگرگونی‌هایی یافت. این کاخ دارای ویژگی‌های معماری به شیوه باروک است و دیسه‌اش در میانه‌های سده هجدهم به فرجام رسید. طراحی آن را به معمار نامور آلمانی آندرئاس شلاوتر نسبت می‌دهند.
این کاخ که پس از سرنگونی امپراتوری آلمان در سال ۱۹۱۸ به موزه تبدیل شده بود، در کوران جنگ جهانی دوم و بمباران نیروهای متفقین آسیب‌های سنگینی به خود دید. اگر چه امکان بازسازی این آسیب‌ها وجود داشت، اما در سال ۱۹۵۰ و با وجود اعتراض‌های مردم و دولت در آلمان غربی به دستور رهبران وقت آلمان شرقی ویران شد.

## بازسازی
در سال ۲۰۱۳ کار بازسازی این کاخ آغاز شد و بخشی از نمای بیرونی کاخ بازساخته شد. بازسازی کامل کاخ در سال ۲۰۲۰ به پایان رسید و ساختمان جدید میزبان موزه انجمن هومبولت شد.